# Liste der Baudenkmäler in Stadelhofen
Auf dieser Seite sind die Baudenkmäler in der oberfränkischen Gemeinde Stadelhofen zusammengestellt. Diese Tabelle ist eine Teilliste der Liste der Baudenkmäler in Bayern. Grundlage ist die Bayerische Denkmalliste, die auf Basis des Bayerischen Denkmalschutzgesetzes vom 1. Oktober 1973 erstmals erstellt wurde und seither durch das Bayerische Landesamt für Denkmalpflege geführt wird. Die folgenden Angaben ersetzen nicht die rechtsverbindliche Auskunft der Denkmalschutzbehörde.
 Diese Liste gibt den Fortschreibungsstand vom 15. April 2020 wieder und enthält 29 Baudenkmäler.

## Baudenkmäler nach Gemeindeteilen

### Stadelhofen
| Lage                            | Objekt                         | Beschreibung | Akten-Nr.     | Bild           |
| ------------------------------- | ------------------------------ | --- | ------------- | -------------- |
| Hollfelder Straße 10 (Standort) | Ehemaliger Gasthof Tempel      | Zweigeschossiger Walmdachbau, Obergeschoss verputztes Fachwerk, um 1800                                                                          | D-4-71-189-2  | weitere Bilder |
| Kirchplatz 1 (Standort)         | Pfarrkirche St. Peter und Paul | Saalkirche mit abgewalmtem Satteldach, eingezogener Chor, Chorseitenturm mit Spitzhelm, Anfang 18. Jahrhundert mit älterem Kern; mit Ausstattung | D-4-71-189-1  | weitere Bilder |
| Kirchplatz 2 (Standort)         | Pfarrhof                       | Zweigeschossiger Walmdachbau, 1768/69 | D-4-71-189-3  | weitere Bilder |
| Nähe Mühlweg (Standort)         | Kreuzigungsgruppe              | Sandstein und Marmor, 1882 von B. Mantel | D-4-71-189-33 | weitere Bilder |

### Eichenhüll
| Lage                    | Objekt                   | Beschreibung                                                                                   | Akten-Nr.    | Bild           |
| ----------------------- | ------------------------ | ---------------------------------------------------------------------------------------------- | ------------ | -------------- |
| Eichenhüll 1 (Standort) | Ehemaliges Gasthaus Göhl | Zweigeschossiger Sandsteinquaderbau, Walmdach, erste Hälfte 19. Jahrhundert                    | D-4-71-189-5 | weitere Bilder |
| St 2191 (Standort)      | Bildstock                | Sandstein, Vierkantschaft, Aufsatz mit Reliefdarstellung und Schweifdach bezeichnet „JHG 1841“ | D-4-71-189-6 | weitere Bilder |
| St 2191 (Standort)      | Grenzstein               | Bezeichnet „1769“                                                                              | D-4-71-189-7 | BW             |

### Hohenhäusling
| Lage                        | Objekt                              | Beschreibung | Akten-Nr.    | Bild           |
| --------------------------- | ----------------------------------- | --- | ------------ | -------------- |
| In Hohenhäusling (Standort) | Katholische Kapelle Heilige Familie | Massiver Satteldachbau, eingezogener Chor mit 5/8-Schluss, Giebelreiter, neugotisch, bezeichnet „1897“; mit Ausstattung | D-4-71-189-8 | weitere Bilder |
| Ziellohe (Standort)         | Feldkapelle                         | Mitte 19. Jahrhundert; am Eisengitter bezeichnet „1948“                                                                 | D-4-71-189-9 | weitere Bilder |

### Roßdorf am Berg
| Lage                         | Objekt                    | Beschreibung | Akten-Nr.     | Bild           |
| ---------------------------- | ------------------------- | --- | ------------- | -------------- |
| Roßdorf am Berg 1 (Standort) | Ehemaliger Gasthof Hübner | Obergeschoss Fachwerk, teilweise mit Schiefer verkleidet, Walmdach, zweite Hälfte 18. Jahrhundert; verändert Mitte 19. Jahrhundert | D-4-71-189-11 | weitere Bilder |
| Roßdorf am Berg 3 (Standort) | Großbauernhaus            | Zweigeschossiger Winkelbau, massiv und Fachwerk, Satteldach zur Straßenseite mit Walm, zweite Hälfte 18. Jahrhundert               | D-4-71-189-12 | weitere Bilder |

### Schederndorf
| Lage                       | Objekt                                  | Beschreibung                                                                                                  | Akten-Nr.     | Bild           |
| -------------------------- | --------------------------------------- | --- | ------------- | -------------- |
| Schederndorf 14 (Standort) | Katholische Kapelle Maria (Mutter Jesu) | Eingezogener Chor, Sakristeianbau, Giebelreiter mit Spitzhelm, neugotisch, bezeichnet „1886“; mit Ausstattung | D-4-71-189-15 | weitere Bilder |

### Steinfeld
| Lage                        | Objekt                                          | Beschreibung | Akten-Nr.     | Bild           |
| --------------------------- | ----------------------------------------------- | --- | ------------- | -------------- |
| Bathesmartern (Standort)    | Kriegerdenkmal                                  | Obelisk auf Postament, bezeichnet „1930“ | D-4-71-189-34 | BW             |
| Hühl (Standort)             | Katholische Wallfahrtskirche zum Heiligen Kreuz | Saalbau, Satteldach an Westseite abgewalmt, eingezogener Chor mit 5/8-Schluss, Dachreiter mit Zwiebelhaube, um 1655, 1702 erweitert; mit Ausstattung                                                        | D-4-71-189-17 | weitere Bilder |
| Steinfeld 8 1/2 (Standort)  | Bauernhaus                                      | Zweigeschossig, mit Fachwerk, Satteldach, Anfang 19. Jahrhundert | D-4-71-189-19 | BW             |
| Steinfeld 36, 37 (Standort) | Bauernhaus                                      | Doppelhaus, zweigeschossiger (zum Hang eingeschossiger) Satteldachbau, rückwärtiger Teil mit Fachwerkobergeschoss (innen Balken-Bohlendecke), vorderer Teil massiv, Giebel mit Schiefer verkleidet, um 1700 | D-4-71-189-20 | BW             |
| Steinfeld 39 (Standort)     | Mahlmühle                                       | Massiv und Fachwerkobergeschoss, Walmdach, zweite Hälfte 18. Jahrhundert; Stadel Sandsteinquader, bezeichnet „1851“                                                                                         | D-4-71-189-21 | BW             |
| Steinfeld 59 (Standort)     | Bauernhaus                                      | Fachwerkobergeschoss, Satteldach traufständig, zweite Hälfte 18. Jahrhundert | D-4-71-189-22 | BW             |
| Steinfeld 66 (Standort)     | Pfarrhaus                                       | Massiver, zweigeschossiger Halbwalmdachbau, giebelständig, erste Hälfte 19. Jahrhundert | D-4-71-189-23 | Pfarrhaus      |
| Steinfeld 16 (Standort)     | Scheune                                         | 19. Jahrhundert | D-4-71-189-23 | BW             |
| Steinfeld 67 (Standort)     | Pfarrkirche St. Martin                          | Saalkirche mit abgewalmtem Satteldach, mächtiger Chorturm mit Spitzhelm, Sakristeianbau, im Kern 15. Jahrhundert, 1714 erweitert, 1744 verändert; mit Ausstattung                                           | D-4-71-189-16 | weitere Bilder |
| Steinfeld 69 (Standort)     | Gasthaus Hübner                                 | Zweigeschossiger Halbwalmdachbau, Erdgeschoss massiv und verputzt, Obergeschoss und Giebel Fachwerk, teilweise mit Schiefer verkleidet, um 1825, über älterem Kern                                          | D-4-71-189-24 | BW             |
| Steinfeld 71 (Standort)     | Bauernhaus                                      | Verputzt und Fachwerk, traufständig, Satteldach an freier Giebelseite mit Halbwalm, 18./Mitte 19. Jahrhundert                                                                                               | D-4-71-189-25 | BW             |
| Tiefe Gasse (Standort)      | Martersockel                                    | Sandstein, skulptiert, barock | D-4-71-189-27 | BW             |
| Zweitel (Standort)          | Kreuzschlepper                                  | Sandstein, 1900 | D-4-71-189-26 | weitere Bilder |

### Wölkendorf
| Lage                     | Objekt                           | Beschreibung | Akten-Nr.     | Bild           |
| ------------------------ | -------------------------------- | --- | ------------- | -------------- |
| In Wölkendorf (Standort) | Katholische Kapelle St. Wolfgang | Massiv, Satteldach an Giebelseite abgewalmt, eingezogener Chor, Giebelreiter, neubarock, um 1900; mit Ausstattung | D-4-71-189-28 | weitere Bilder |
| Wölkendorf 2 (Standort)  | Gasthof Goldener Schwan          | Teilweise verputztes Fachwerk, Walmdach, bezeichnet „1789“                                                        | D-4-71-189-29 | BW             |

### Wotzendorf
| Lage                     | Objekt    | Beschreibung | Akten-Nr.     | Bild           |
| ------------------------ | --------- | --- | ------------- | -------------- |
| Hub (Standort)           | Bildstock | Sandsteinsäule mit ionischem Kapitell, Aufsatz mit reliefierten Bildnischen und Muschelabschluss, Eisenkreuz, barock, 18. Jahrhundert  | D-4-71-189-32 | weitere Bilder |
| In Wotzendorf (Standort) | Bildstock | Sandstein, gebauchter Schaft, Aufsatz mit reliefierten Bildnischen und Kugelaufsatz, eisernes Doppelkreuz, frühbarock, 18. Jahrhundert | D-4-71-189-31 | weitere Bilder |
| St 2191 (Standort)       | Bildstock | Sandsteinsäule mit Volutenkapitell, Aufsatz mit Muschelabschluss und Kugel, Eisenkreuz, spätbarock, 18. Jahrhundert                    | D-4-71-189-30 | weitere Bilder |

## Ehemalige Baudenkmäler
In diesem Abschnitt sind Objekte aufgeführt, die früher einmal in der Denkmalliste eingetragen waren, jetzt aber nicht mehr. Objekte, die in anderem Zusammenhang also z. B. als Teil eines Baudenkmals weiter eingetragen sind, sollen hier nicht aufgeführt werden. Aktennummern in diesem Abschnitt sind ehemalige, jetzt nicht mehr gültige Aktennummern.

| Lage                                   | Objekt         | Beschreibung                     | Akten-Nr.     | Bild |
| -------------------------------------- | -------------- | -------------------------------- | ------------- | ---- |
| Hohenhäusling 500 m südlich des Ortes  | Wegweiserstein | Sandstein, Mitte 19. Jahrhundert | D-4-71-189-10 | BW   |
| Stadelhofen Am Waldrand gegen Kulmbach | Marter         | Skulpierter Sockel, barock       | D-4-71-189-4  | BW   |